# Albatros (Schiff, 1912)
Die Albatros ist ein ehemaliges deutsches Passagier- und Fracht-Dampfschiff.

## Geschichte
Die Albatros wurde 1912 von der Meyer Werft in Papenburg gebaut. Die eingebaute Verbunddampfmaschine hatte 260 PS und verlieh dem Dampfer eine Dienstgeschwindigkeit von 10 Knoten. Käufer des 214 BRT großen Schiffes war die „Vereinigte Flensburg-Ekensunder & Sonderburger Dampfschiffs-Gesellschaft“ in Flensburg.
In den folgenden Jahren diente das Schiff zur Versorgung der Ortschaften an der Flensburger Förde. Dabei wurde es zeitweise als Viehtransporter eingesetzt.
Im Ersten Weltkrieg wurde die Albatros von der Kaiserlichen Marine vom 3. April 1916 bis 6. Dezember 1918 eingesetzt. Sie wurde am 12. Juli 1916 als H 76 der Hafenschutz-Flottille / 3. Halbflottille in Kiel zugeteilt. Ab 15. August 1916 war sie zuerst als H 86 als Tender sowie später unter verschiedenen Bezeichnungen in der Danziger Bucht im Einsatz. Nach dem Krieg diente das Schiff wieder zur Versorgung der Ortschaften an der Flensburger Förde.
Die Förde-Reederei GmbH übernahm 1935 die Fahrgastaktivitäten der „Vereinigten Flensburg-Ekensunder & Sonderburger Dampfschiffs-Gesellschaft“ und deren Dampfschiffe Alexandra, Habicht und Albatros. Nach einem 1938 erfolgten Umbau hatte das Schiff nur noch 188 BRT / 79 NRT.
Im Zweiten Weltkrieg wurde das Schiff von der deutschen Kriegsmarine am 8. Mai 1943 requiriert und kam zuerst als Verkehrsdampfer von Gotenhafen zum Torpedowaffenplatz Gotenhafen-Hexengrund in der Danziger Bucht zum Einsatz. Im Januar 1945, als die Rote Armee in Ostpreußen in Richtung Königsberg vorrückte, gelang es der Albatros im Rahmen der Operation „Rettung über See“, mit 500 weiblichen Marineassistenten an Bord von Pillau aus über die Ostsee Stralsund zu erreichen. Dort nahm sie 200 Flüchtlinge an Bord, verließ am 30. April 1945 den Hafen und kam unversehrt in Kiel an.
In der Nachkriegszeit war die Albatros bis 1969 im Einsatz. Von 1951 bis 1953 fuhr sie nur als Viehdampfer, in den folgenden Jahren befuhr sie im Sommer die Route Flensburg–Solitüde–Glücksburg und mit Sonderfahrten zum in der Geltinger Bucht liegenden Feuerschiff Flensburg.
Das inzwischen ausgemusterte Schiff wurde am 14. September 1971 in den Hafen von Damp geschleppt und dort neben dem Hafenbecken aufgestellt. Dort dient das Schiff als maritimes Aushängeschild des Ostseeresorts Damp.

## Erinnerungsstätte Albatros – Rettung über See

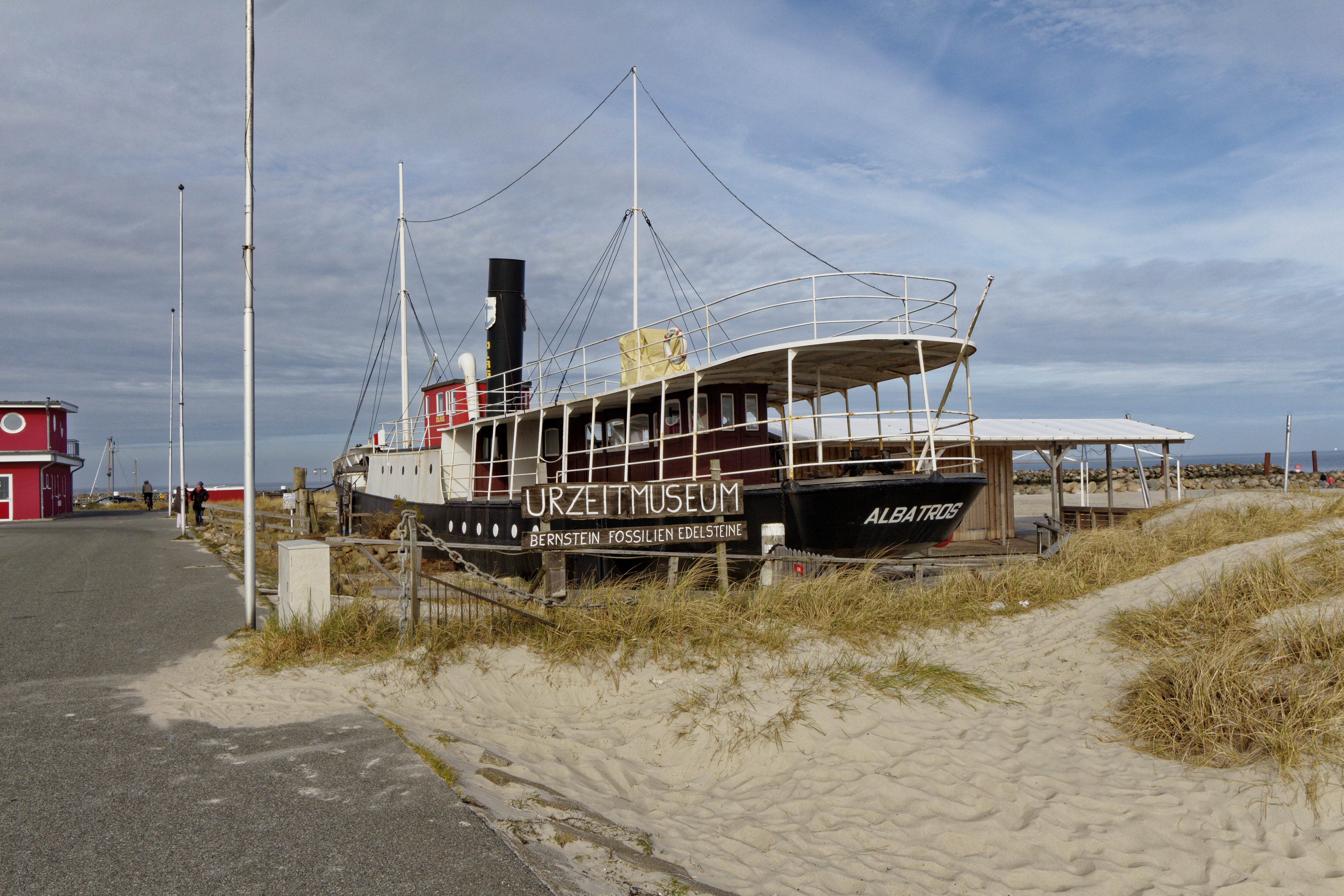
Die Albatros als geologisches Naturkundemuseum (2015)

1980 wurde der Deutsche Marinebund auf das Schiff aufmerksam, da eine Stätte gesucht wurde, die den Flüchtlingen des Krieges als Mahnmal und der Nachwelt als Museum dienen konnte.
Dafür wurde am 19. März 1981 das Kuratorium Erinnerungsstätte Albatros gegründet. Am 28. Mai 1983 fand die Einweihung des Mahnmals statt. Dazu musste der ganze Rumpf ausgeräumt werden, der Eingang erfolgte durch eine in den Rumpf geschnittene Tür. Das Kuratorium konnte sich nicht für eine komplette Erhaltung des Schiffes entscheiden und die äußere Hülle entsprach der früheren Farbgebung in keiner Weise.
Bis 1999 beherbergte das Schiff dieses Museum mit Schautafeln, Büchern, Urkunden, Ansichtskarten, Zeitzeugeninterviews (Videoaufnahmen) und Bildern. Die Ausstellung wurde im Jahr 2000 aufgrund zu geringer Besucherzahlen geschlossen.
In den Folgejahren war im Schiff ein geologisches Naturkundemuseum, welches mittlerweile geschlossen ist.
Inzwischen dient das Schiff als Aussichtsplattform der Deutschen Lebens-Rettungs-Gesellschaft. Außerdem wird der Bug des Schiffes von KEY ZONE für ein Live Escape Game genutzt.